# Máximo Rodríguez Valverde
León Máximo Rodríguez Valverde (Val de Santo Domingo, 11 de abril de 1909 - Madrid, 9 de septiembre de 1997) fue un maestro ebanista y político socialista español.

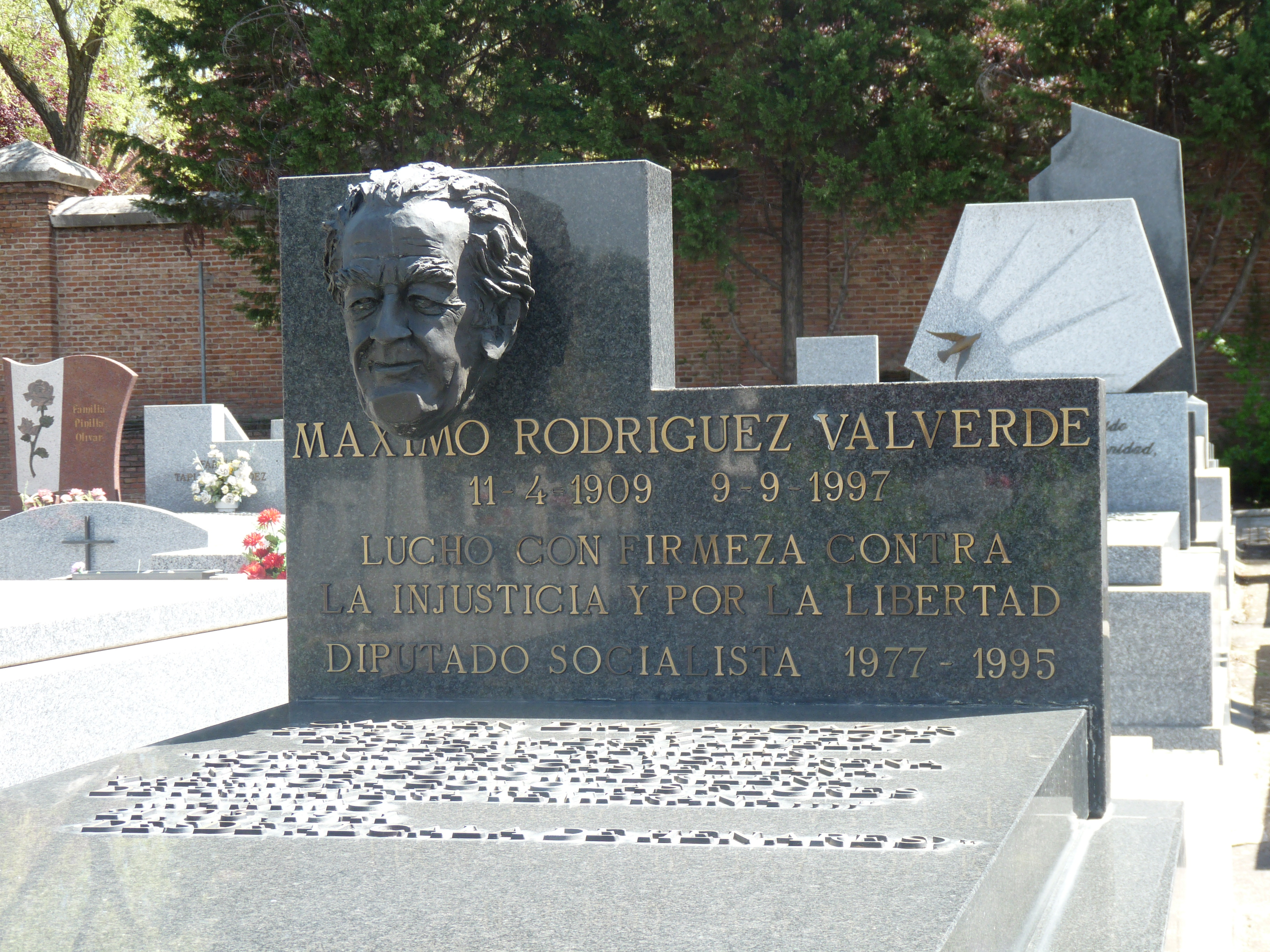
Tumba de Máximo Rodríguez Valverde en el cementerio civil de Madrid

Ebanista de profesión, fue miembro de la Unión General de Trabajadores (UGT) y de las Juventudes Socialistas desde la dictadura de Primo de Rivera, incorporándose al Partido Socialista Obrero Español al proclamarse la República. Combatió contra los sublevados en la Guerra Civil en uno de los denominados "batallones de primera hora", el Largo Caballero, que actuó sobre todo en la batalla de Madrid (parcialmente integrado después en la 84.ª Brigada Mixta del Ejército Popular de la República), y donde llegó a ser comandante de milicias. Perdida la guerra, fue detenido y condenado a muerte en consejo de guerra. Se le conmutó la pena, saliendo de prisión en 1944. Integró la dirección nacional del PSOE en la clandestinidad. En el verano de 1946 cruzó la frontera con Francia clandestinamente con la misión de enlazar con la dirección del PSOE en el exilio. Establecido el contacto, y a sabiendas del riesgo, regresó de nuevo a Madrid para terminar su misión y, ya mejor organizados, continuar las acciones por la libertad y contra la dictadura desde el interior. En febrero de 1953, la sexta Comisión Ejecutiva del PSOE, encabezada por Tomás Centeno, fue disuelta y en su mayor parte detenida por la Brigada Político Social. Tomás Centeno sería asesinado en las dependencias policiales. Máximo Rodríguez pudo huir camino del exilio para residir en Toulouse (Francia), ocupando cargos relevantes en la UGT y en el PSOE. Regresó a España tras la muerte del dictador. Fue uno de los dirigentes históricos del PSOE que ocuparon escaño en la Legislatura constituyente el ser elegido diputado por la circunscripción electoral de Madrid en las elecciones generales de 1977; fue reelegido en cinco ocasiones más (1979, 1982, 1986, 1989 y 1993). Presidió la Mesa de edad y, por tanto, la apertura y constitución del Congreso en 1982, y en las legislaturas posteriores, al ser el diputado de más edad. También presidió la Mesa de edad en 1979 debido a la ausencia de Telesforo Monzón y Ortiz de Urruela y Rafael J. Portanet Suárez, que le precedían en la lista.